# NGC 7006
}}
NGC 7006 في علم الفلك هو تجمع نجمي كروي يرى في اتجاه كوكبة الدلفين. يميز برقم إن جي سي 7006 طبقا للفهرس العام الجديد. التجمع النجمي إن جي سي 7006 يصل اتساعه في السماء 2′,8 (دقيقة قوسية) ودرجة لمعانه 10,6  قدر ظاهري.
التجمع النجمي إن جي سي 7006 مسجل في كتالوج كالدويل تحت رقم كالدويل 42. وهو يقع في محيط مجرة درب التبانة ويبعد عن الأرض نحو 135.000 سنة ضوئية ، وهي مسافة تعادل خمسة أضعاف المسافة بين الشمس ومركز المجرة، وهو جزء من هالة المجرة , وهالة المجرة هي الكرة التي تحيط بالقرص المجري لدرب التبانة وهي ممتلئة بالمادة المظلمة وغاز وتجمعات نجمية متناثرة .

## اقرأ أيضا
- م80
- إن جي سي 2419
- تجمع نجمي مغلق
- تجمع نجمي مفتوح
- أوميجا قنطورس
- 47 الطوقان
- مجرة قزمة
- قزم أبيض
- عملاق أحمر
- خط زمني للانفجار العظيم
- نجم نيوتروني
- ثقب أسود